# Рашард Луис
Рашард Луис (енгл. Rashard Lewis; Пајнвил, САД, 8. август 1979) је амерички кошаркаш. Игра на позицији крила, а тренутно је слободан играч пошто је напустио Мајами хит. Изабран је у 1. кругу (32. укупно) НБА драфта 1998. од стране Сијетл суперсоникса.

## НБА

### Сијетл суперсоникси
Упркос понудама бројних универзитета, Луис се одлучио пријавити на НБА драфт 1998. Изабран је као 32. избор од стране Сијетл суперсоникса. Имао је солидну каријеру и изборио је наступ на две ол стар утакмице 2005. и 2009.. Године 2001. био је члан репрезентације САД која је освојила златну медаљу на Играма добре воље. Луис је рекордер Соникса по броју постигнутих тројки са 9,18.

### Орландо меџик
Након девет одиграних сезона са Сониксима, Луис се придружио Орланду. Потписао је шестогодишњи уговор са Маџиксима вредан 118 милиона америчких долара. Прву сезону са Орландом Луис је одиграо на позицији крилног центра али то није нимало утицало на његов учинак са линије три поена. Био је кључан играч екипе Меџика у плејофу поготово у другом кругу и утакмици са Пистонсима у којој је постигао 33 поена. Плејоф је завршио као најбољи стрелац Меџика и остварио је најбоље бројке у поенима, скоковима и асистенцијама. Током сезоне 2008/09. Луис је био други стрелац Меџика. Тиме је и изборио наступ на Ол Стар утакмици 2009. Током плејофа 2009. Луис је погодио победнички шут у утакмици финала Источне конференције против Кливленд кавалирса. После утакмице тврдио је да му је то био најважнији шут у каријери. Меџики су добили ту серију и касније изгубили у НБА финалу од Лос Анђелес лејкерса резултатом 4-1. Током своје 10-годишње каријере Луис има просек од 16,8 поена. Највећи просек поена од 22,4 поена имао је у сезони 2006/07. У предсезони 2009, Луис је суспендован од стране НБА лиге пошто је пао на допинг тесту. Због тога је пропустито првих десет утакмица нове сезоне што је казна коју играч добија за први прекршај оваквог типа. Луис је према властитим речима случајно конзумирао прехрамбено средство које у свом хемијском саставу садржи тестостерон.